# Science-fiction militaire
 (octobre 2010).
Si vous disposez d'ouvrages ou d'articles de référence ou si vous connaissez des sites web de qualité traitant du thème abordé ici, merci de compléter l'article en donnant les références utiles à sa vérifiabilité et en les liant à la section « Notes et références ».

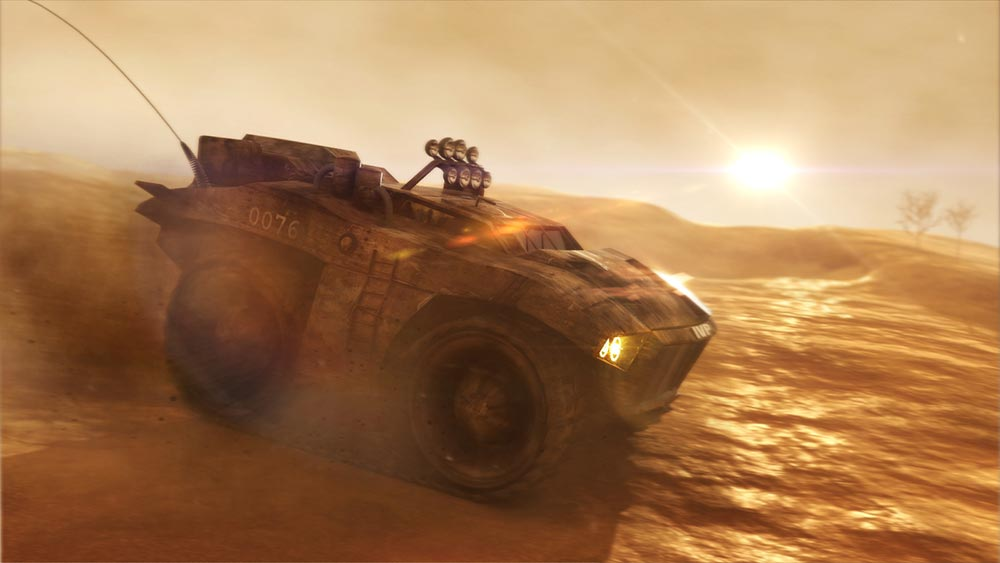
Véhicule de science-fiction militaire

La science-fiction militaire est un genre littéraire du domaine de l'anticipation. Les auteurs qui s'en réclament axent leurs œuvres sur l'armée, ou du moins le conflit armé, comme moyen de faire ressortir la nature humaine et certaines questions politiques, philosophiques ou sociales.

## SF militaire «militariste»
La branche « militariste » de la science-fiction militaire fait une certaine apologie de la guerre, parfois au prix de valeurs fondamentales de la civilisation telles que la liberté, la tolérance et l'égalité politique.
Si de nombreux auteurs de l'Âge d'or de la science-fiction, dans les années 1930-1940, avaient mis en scène des personnages appartenant à l'armée, le premier à en faire le thème central de son roman est Robert A. Heinlein dans Étoiles, garde-à-vous ! (1958). Dans ce livre nourri d'anticommunisme, il décrit un futur où l'armée s'est imposée comme seul organe de régulation de la société. Il justifie cette hypothèse, à laquelle il semblait fortement adhérer, comme suit, dans la bouche du professeur Dubois :
- en ultime analyse, c'est la force militaire qui permet à une société de se maintenir ; le roman le montre avec la défaite militaire des démocraties au XXIe siècle ;
- l'armée est plus efficace lorsqu'il s'agit d'organiser la société, tandis que les régimes civils se laissent prendre au piège de l'assistanat par exemple ;
- seuls peuvent s'exprimer en politique les citoyens qui ont fait la preuve de leur dévouement à la société, dévouement qui ne peut, lui-même, s'exprimer que par le sacrifice de soi dans le cadre du service militaire.

Ce roman résume aussi un cliché, qui se retrouve dans de nombreuses œuvres de SF, selon lequel l'Autre, l'extra-terrestre, est en définitive un communiste selon la définition de McCarthy : vivant dans une société de ruche ou totalitaire, privé d'individualité à moins d'être fourbe et retors, il s'oppose aux Terriens humains et libres.
On peut aussi classer dans cette catégorie des films comme la série des Predator et des Aliens ou Independence Day. Dans ces films, les auteurs dépeignent un univers où des races extra-terrestres ne peuvent cohabiter avec l'humanité (contrairement à des œuvres comme Le Jour où la Terre s'arrêta, par exemple). L'affrontement armé est donc la seule issue.
De nombreux jeux de figurines ou jeux vidéo de science-fiction sont eux aussi militaristes, parfois jusqu'à l'absurde, le prétexte du jeu permettant d'éluder toute considération morale ou même logique (par exemple, la proportion de pertes dans certaines batailles est telle par rapport à la réalité, que l'armée vaincue devrait normalement cesser le combat au bout de quelques semaines ; or les jeux décrivent des guerres de plusieurs années).
En jeu de rôle, on peut citer comme jeux militaristes Heavy Gear, Polaris et R.A.S., jeux où il est explicitement affirmé que les personnages doivent être des soldats ou du moins de bons combattants, et où le background consiste à 95 % en une description géostratégique de l'univers, lequel univers n'évoluera que par la guerre.

## SF militaire «épique»
Cette branche ne porte pas de jugement moral sur la guerre, sinon l'affirmation de sa nécessité. La guerre étant inévitable, il convient de la gagner. Les pertes et les souffrances engendrées par ailleurs sont certes regrettables mais ne doivent pas empêcher les héros de « faire ce qui doit être fait ».
Les archétypes du genre sont, en littérature, la Saga Vorkosigan de Lois McMaster Bujold et en bande dessinée, La Caste des Méta-Barons, au cinéma, Star Wars, à la télévision, Stargate ou Battlestar Galactica, en jeu vidéo, Halo, Mass Effect, Crysis, Gears of War ; fonds de commerce garanti pour les grands éditeurs de l'industrie.
Dans Star Wars, les Jedi de la République Galactique et l'Empire ont recours à tous les moyens : clones servant de chair à canon pour la République et étant dirigés par des membres de l'Ordre Jedi, génocide d'Alderaan pour l'Empire. Les Jedi (censés être « gentils ») utilisent les clones, non contre les Sith eux-mêmes (qui sont bien les « mauvais »), mais contre la Confédération des Systèmes Indépendants (qui n'est qu'une simple rébellion manipulée par les Sith). Malgré une importante exégèse, rien dans les films n'indique une vraie condamnation de ces choix : la vraie question est politique (qui dominera la Galaxie ?) et non éthique (est-il moral de sacrifier pour cela des vies innocentes et de priver les clones de leur libre-arbitre ?).
Dans Stargate, l'armée de l'air des États-Unis utilise la Porte des Étoiles pour explorer d'autres planètes afin de découvrir de nouvelles technologies pouvant les aider à protéger la Terre d'une éventuelle invasion extraterrestre. Parfois, les militaires utilisant la Porte des Étoiles sont amenés à calmer des tensions entre plusieurs factions.
Dans La Caste des Méta-Barons, la lignée guerrière des Castaka concentre entre ses mains toute la puissance militaire imaginable. Le pourquoi de ce fait n'est pas à l'ordre du jour : ce qui importe, c'est que leur destin sera à la mesure de leur force. Preuve en est qu'Aghnar le bisaïeul manquera détruire l'humanité en se vendant à une race extra-terrestre.
Dans Mass Effect, le commandant Shepard de l'Alliance (avant d'être récupéré par Cerberus dans Mass Effect 2) doit faire face à des ennemis vieux de plusieurs millions d'années. Ces énormes vaisseaux doués d'intelligence sont appelés les Moissonneurs et ils détruisent toute forme de vie dans la galaxie tous les 50 000 ans. Le commandant Shepard dispose lui-même de son vaisseau et lutte comme il le peut avec son équipage.
Les autres exemples cités plus haut impliquent tous le combat de l'humanité pour sa survie ou la victoire contre une race extraterrestre ou étrangère.

## SF militaire «technique»
Cette branche s'intéresse à la dimension purement technique de la guerre : logistique, psychologie, stratégie, technologie, géopolitique, etc. Les motifs et les buts importent peu, l'auteur décrivant surtout les moyens. C'est un exercice de logique pure : comment, dans un futur plus ou moins proche, la guerre devra-t-elle s'adapter au contexte spatial ?
Le cycle de romans Honor Harrington montre ainsi un conflit opposant une démocratie à un régime totalitaire à l'ère spatiale. Les techniques et tactiques utilisées évoluent constamment au fil du récit. S'y ajoutent les soucis de morale de l'héroïne, qui doit louvoyer entre la politique et la lourdeur des traditions, et l'ambiguïté du rôle d'une armée devant défendre une civilisation qui n'a guère conscience des sacrifices de celle-ci.
Citons aussi la nouvelle Les Sables mouvants dorés (Golden quicksand) de J. R. Klugh. Les héros de cette histoire constituent l'équipage d'un navire de reconnaissance chargé de « faire le lièvre » afin d'amener les ennemis dans le piège d'une planète très spéciale. L'auteur décrit la phase finale de la mission dans tous ses détails.

## SF militaire «pacifiste»
Cette branche dénonce la guerre et l'armée comme des forces aliénantes et néfastes, depuis un point de vue interne.
L'archétype du genre est La Guerre éternelle de Joe Haldeman, tiré de l'expérience de l'auteur durant la guerre du Viêtnam. Arrachés à leurs études à l'âge de vingt ans, les héros commencent par voir mourir leurs camarades dès l'entraînement (12 % de pertes). Puis ils massacrent deux peuples sans défense : l'un formé d'herbivores pacifiques et télépathes, l'autre pris par surprise (les Taurans, ennemis de la Terre, ne connaissaient pas le combat au sol). Ce massacre est commis sous hypnose, de façon à leur ôter tout libre arbitre. Après cela, ils reviennent sur Terre pour découvrir qu'ils ont passé des décennies en vitesse relativiste, que la société est devenue inhumaine, que leurs proches sont morts ou malades et qu'on ne les soigne pas, et qu'on travestit leurs déclarations à la presse à des fins de propagande. Forcés de se réengager, ils seront séparés pendant des siècles. Pour finir, on apprendra que la guerre est née d'un malentendu avant d'être exploitée par les militaires avides de pouvoir.
Roland C. Wagner, dans Les Psychopompes de Klash (1990), fait de la guerre une maladie mentale insufflée à l'humanité (et à quelques autres races) par une antique civilisation perverse, Les Anciens. La Terre utilise même des soldats « zombs », lobotomisés en vue d'une obéissance parfaite. Comme dans les autres nouvelles de cet auteur, les espèces conscientes finiront par se débarrasser de cet héritage nauséabond pour bâtir un futur harmonieux.
Le film Planète hurlante (sur un scénario de Philip K. Dick) illustre l'inconscience des militaires. Les soldats de l'Alliance en poste sur Sirius 6B sont oubliés pendant que l'Alliance et le Nouveau Bloc Économique s'entre-déchirent ailleurs, dans une guerre qui visait pourtant, au départ, à les sauver. Pour ne plus avoir à s'occuper d'eux, l'Alliance leur envoie des robots de combat, mais sans aucun moyen de les contrôler...

## SF militaire parodique
Cette branche voit la guerre comme une absurdité en soi, mais préfère la traiter sur le mode comique.
Dans la nouvelle Honorable Adversaire, Clifford D. Simak présente une guerre au cours de laquelle la Terre a subi une défaite monumentale : des escadres entières ont été anéanties, désintégrées, inexplicablement effacées, tandis que l'ennemi n'a perdu que très peu de vaisseaux. Bizarrement, le vainqueur refuse d'envahir la Terre, n'exige aucune indemnité de guerre, et propose une paix blanche, un échange de prisonniers, puis des leçons de stratégie. Ces « négociations » sont menées par une bande d'extraterrestres rigolards et soiffards, qui n'ont rien de martial. Le général terrien ébahi apprend avec stupéfaction que ses vaisseaux ont été capturés comme les pièces d'un jeu d'échecs, qu'ils lui reviennent intacts en ce moment, et que la guerre n'était qu'une partie de wargame géante. 
Arthur C. Clarke a pour sa part écrit Supériorité. Dans cette nouvelle comique, une armée victorieuse tente de pousser son avantage et d'obtenir une victoire éclatante en développant des armes révolutionnaires mais superflues. Aveuglés par les possibilités, convaincus que la panacée à chaque échec réside dans une nouvelle percée technique, les membres de l'état-major vont voler de défaite en catastrophe, avant de perdre cette guerre par un excès de technocratie.
Même Umberto Eco s'est livré à cet exercice. Dans Galons et Galaxies (première nouvelle du recueil Comment voyager avec un saumon, il décrit un univers entièrement pacifié mais quand même doté d'une armée pléthorique, qu'il faut bien occuper. Étrange armée : ses manœuvres sont des tournois à mort (on appelle cela le potchlatch belliqueux) que l'on admire comme des matchs de foot, avec paris et retransmissions télévisées. Ses rangs comptent un malheureux bataillon de 500 hyménoptères, que l'on oppose au potchlatch à la terrible Division Tonnerre, une armée de 10 000 pachydermes ; la garde suisse pontificale ; des « poilus liquides d'Arcturus » faits d'alcool pur ; des lombrics géants qui « gruyérisent » le champ de manœuvres... Son organisation et son uniforme rappellent furieusement la Grande Guerre. Son énergie est fournie par le jus de citron. Etc. Lorsque l'univers est attaqué par un envahisseur extra-dimensionnel, elle subit de terribles défaites et se retrouve acculé au Piave et à la Marne sur Terre en une répétition générale de la Première Guerre mondiale.